# Rafael Arráiz Lucca

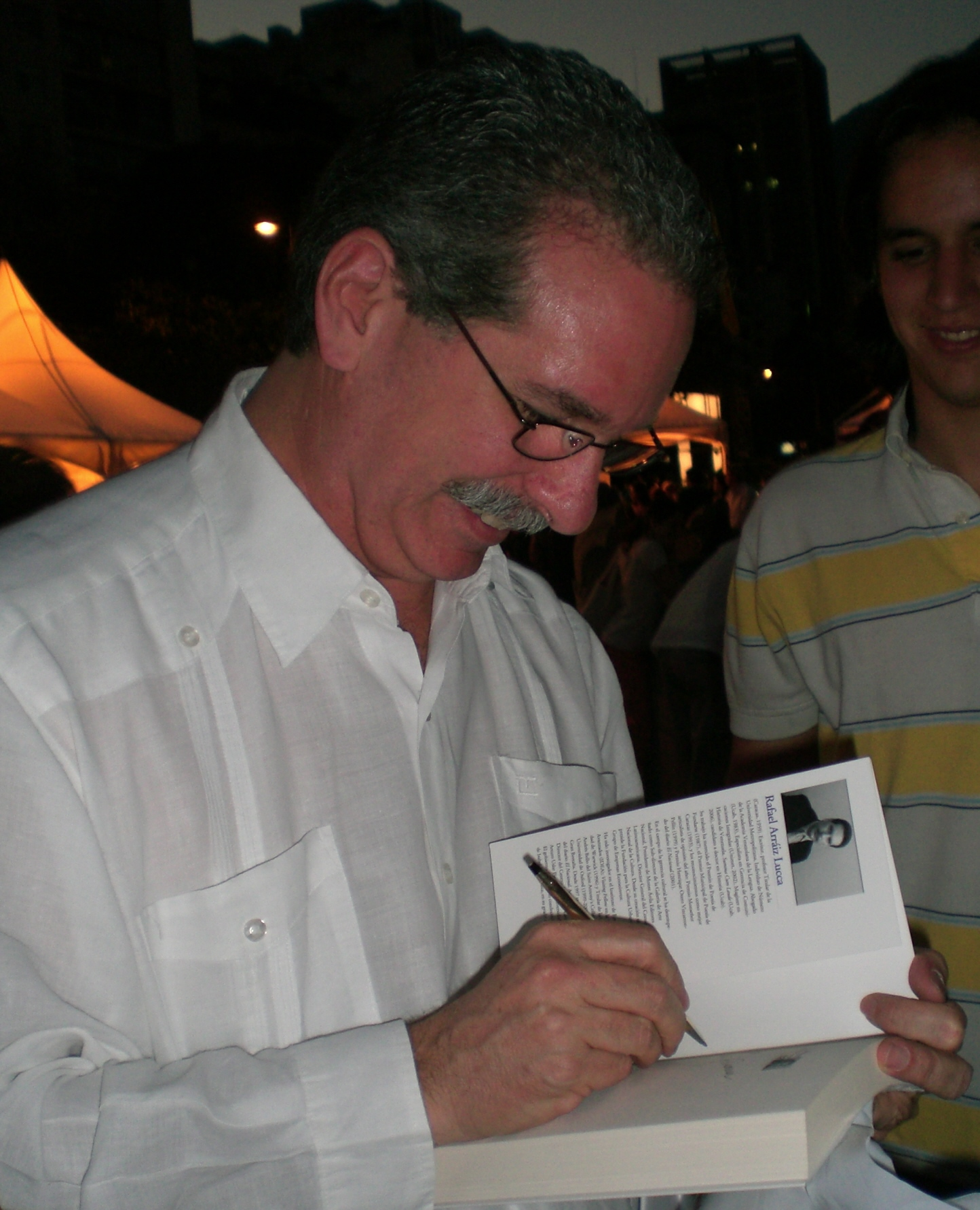
Rafael Arráiz Lucca

Rafael Arráiz Luccas (Caracas, 3 de janeiro de 1959) é um ensaísta, poeta, historiador e professor venezuelano.
Atualmente, Arráiz é professor da Universidade Metropolitana de Caracas (Unimet). Desde 2001 está cedido à "Fundação para a cultura urbana" de Caracas. Se licenciou advogado em 1983 pela (Universidade Católica Andrés Bello - UCAB), especialista em comunicações integradas em 2002 (Unimet) e Mestrado em História em 2005 (UCAB). Foi presidente de Monte Ávila Editores e Diretor do Conselho Nacional da Cultura.  É membro da Academia de Gastronomía Venezuelana desde 2004. Em novembro de 2005 convidado a ingressa na Academia de Letras da Venezuela como indivíduo de Número, ocupando a cadeira 5, em reconhecimento a sua obra intelectual. 
Escreveu vários livros de poemas incluindo: Balizaje (1983), Terrenos (1985), Almacén (1988), Litoral (1991), Pesadumbre en Bridgetown (1992), Batallas (1995), Poemas Ingleses (1997), Reverón 25 poemas (1997) y Plexo Solar (2002). 
Escreveu também ensaios como: Venezuela en cuatro asaltos (1993), Trece lecturas venezolanas (1997), Vueltas a la patria (1997), Los oficios de la luz (1998), El recuerdo de Venecia y otros ensayos (1999), El coro de las voces solitarias, una historia de la poesía venezolana (2002) y ¿Qué es la globalización? (2002). 
Desde 1983, Arráiz Lucca escreve semanalmente uma coluna de opinião no diário El Nacional. Prêmio Municipal de Literatura 1993 com a obra El abandono y la vigilia, no gênero: Poesia.

## Obras
Varios poemas de Arráiz[ligação inativa]